# Comfort

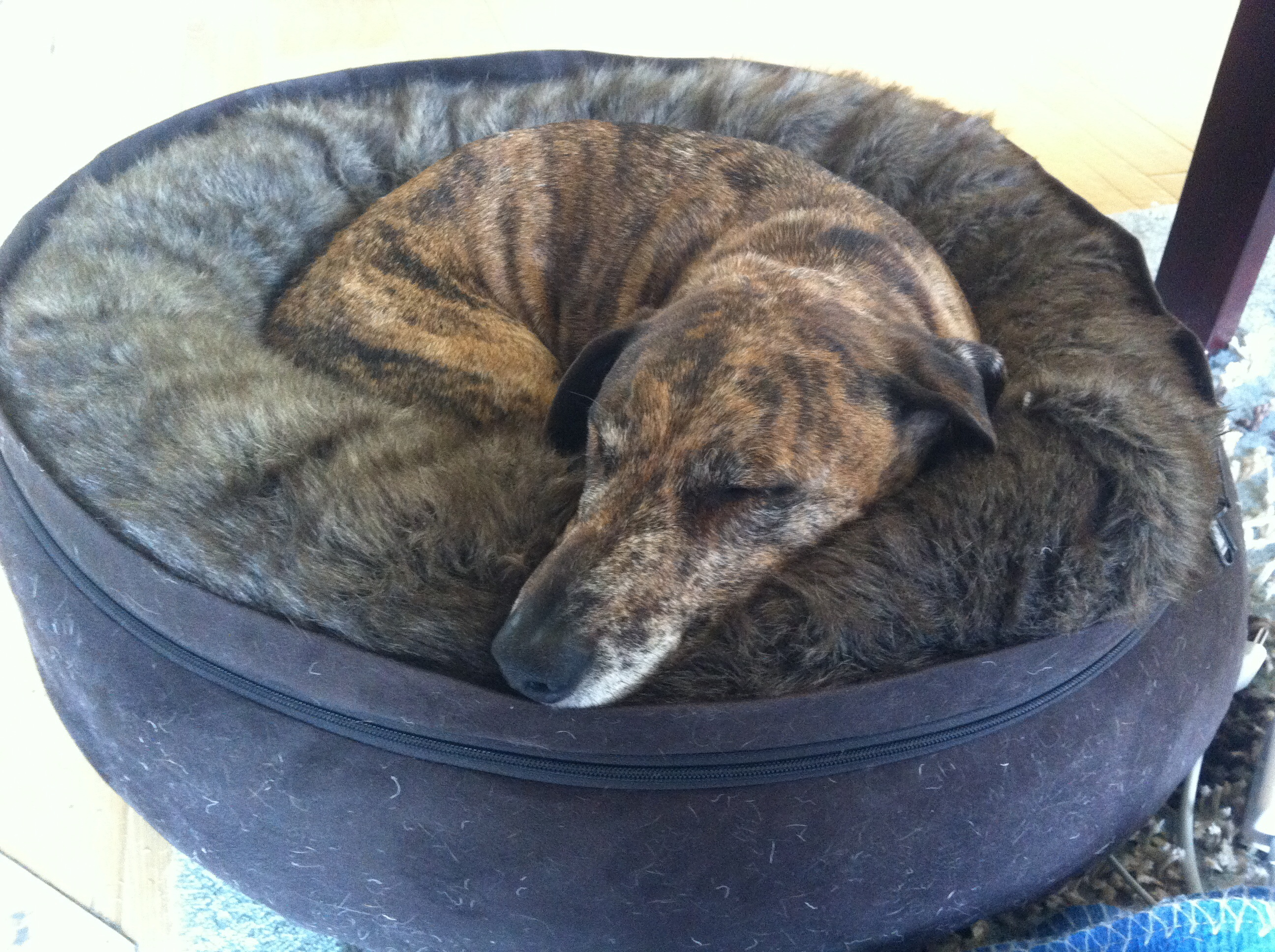
Un cane da compagnia che riposa

Il còmfort (dall'inglese) o confòrt (dal francese)  è una sensazione puramente soggettiva percepita dall'utente, nell'ambiente di lavoro o in determinate condizioni di servizio e serve ad indicare il "livello di benessere" percepito. In italiano è traducibile con comodità.

## Descrizione
Viene tenuto in considerazione nell'ambito della progettazione, nel campo del disegno industriale da vari tipi di aziende, soprattutto quelle di trasporto automobilistico, ferroviario, navale ed aereo.
Il comfort attualmente viene definito come "l'insieme di sensazioni piacevoli derivanti da stimoli esterni o interni al nostro corpo, che ci procurano una sensazione di benessere in una determinata situazione: per es., quando si è seduti oppure ci si trova in un ambiente ventilato o silenzioso o illuminato da una luce senza forti contrasti".
Secondo questa definizione, il comfort sarebbe dunque una condizione del tutto soggettiva, impossibile da misurare. 
Se si accetta questa definizione si ha per conseguenza che non si può realizzare, per esempio, un sedile che sia giudicato confortevole da tutti.
Allo scopo di giungere ad una definizione del comfort che ne sostenga l'oggettività, è necessario affrontare il problema da un punto di vista fisico.
Se si analizzano i termini della definizione tradizionale si nota subito che - in condizioni fisiologiche - gli stimoli endogeni possono essere esclusi dalla partecipazione alla sensazione del benessere in quanto essi vengono percepiti solo in condizioni patologiche. Difatti di norma non si avverte il battito cardiaco o i movimenti intestinali od il funzionamento del fegato che invece vengono percepiti – ahi noi!- in condizioni patologiche quali l'infarto del miocardio, l'occlusione intestinale o una colica epatica.
L'unico apparato che in condizioni fisiologiche - cioè quando è affaticato - invia segnali di disagio ovvero di stanchezza, è l'apparato muscolare.
Quindi, se tenendo conto di questa fondamentale osservazione ragionassimo in termini di risparmio di energia muscolare, il comfort diventerebbe facilmente misurabile e pertanto oggettivo: a questo scopo si può far ricorso alla formula del Lavoro di una Forza (LF= F * S = F * P1P2 * cos α), ove la direzione della forza determina il valore di cos α e quindi il valore del Lavoro della Forza. Applicando questa formula si può facilmente stabilire, per esempio, che la posizione del busto in cui il lavoro dei muscoli della schiena è minimo è quella ortostatica, cioè a 90° rispetto al piano orizzontale e che una variazione minima di questa posizione fa aumentare il lavoro muscolare e pertanto crea affaticamento.
Accettare la definizione del comfort come oggettivo è importante perché può portare a ridisegnare, per esempio, i sedili di ogni genere in maniera innovativa  e corretta sotto il profilo ergonomico (cioè del “funzionamento”) in modo da conferire loro l'unico requisito di cui difettano, cioè il comfort.
Lo stesso concetto generale di risparmio di energia può esser applicato per definire il comfort degli apparati sensoriali vista, udito, tatto, gusto ed olfatto, salvo che la suddetta misurazione dovrà avvalersi di formule diverse da quella impiegata per l'apparato muscolare.

## Definizione
Si può definire paradossalmente il comfort oggettivo come l'assenza della sensazione di fatica muscolare, particolarmente dei muscoli lombari nella posizione seduta.